# Möllesjö
Möllesjö är en sjö i Ljungby kommun i Småland och ingår i Lagans huvudavrinningsområde. Sjöns area är 0,016 kvadratkilometer och den befinner sig 157 meter över havet.